# Quesnelia blanda
Quesnelia blanda är en gräsväxtart som först beskrevs av Heinrich Wilhelm Schott och Johann Georg Beer, och fick sitt nu gällande namn av Carl Christian Mez. Quesnelia blanda ingår i släktet Quesnelia och familjen Bromeliaceae. Inga underarter finns listade i Catalogue of Life.